# Tuberozitatea deltoidă

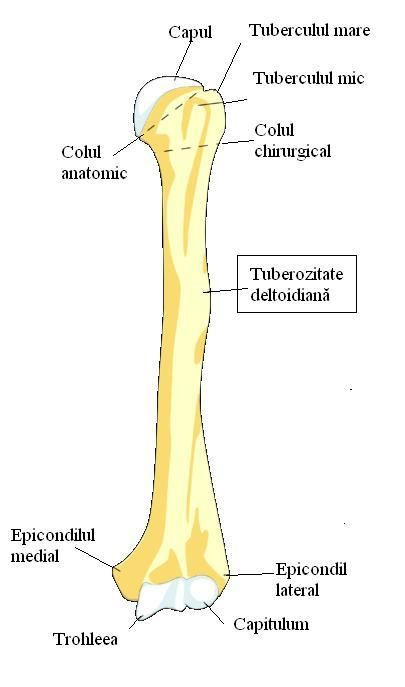
Tuberozitatea deltoidă
Latină = tuberositas deltoidea humeri

Tuberozitatea deltoidă este o regiune proeminentă a corpului humeral unde se inseră capătul distal al mușchiului deltoid.